# قنطريون شاحب
القنطريون الشاحب أو الهَرّار واسمه العلمي (باللاتينية: Centaurea pallescens) نوع نباتي ينتمي إلى جنس القنطريون من الفصيلة النجمية. ويعرف في شرق البحر المتوسط باسم المرار أو المرير.

## الموئل والانتشار
موطنه المشرق العربي ووادي النيل.

## الوصف النباتي
هو نبات حولي، وهو من الشوكيات. وهو نبتة صغيرة نسبياً وأوراقها منفرشة تتفرع من القاعدة، ويصل طوله أكثر من ثلث متر، ينبت في الأراضي الرملية ومعظم الوديان، زهوره صفراء اللون يحيط بها أشواك حادة، وأزهاره خنثى، ويتم التكاثر لديه عن طريق التلقيح للزهرة الخنثى،
وهو نبات أفقي تتمدد وتفترش سيقانه على الأرض أو قد تمتد في الهواء بارتفاعات قليلة، وهو نبات غير عصاري أيضا. لديه بذور ثمرية متجانسة، وبذوره ريشية. أوراقه خضراء مفصفصة ترتيبها متعاقب ذات ملمس خشن، ولها حدود أو حواف مسننة. ولا يوجد لديه أذنة ورقية زائدة مزدوجة.
ينمو في الأراضي الرملية والسهوب والوديان والمسايل، في المنطقة العربية والمناطق الصحراوية، وتعد منطقة الشرق الأوسط منطقة غنية بأنواع متعددة من المرار.

## الاستخدام
يستخدم المرار لأغراض متعددة، فهو نبات ترعاه الماشية، كما يقوم النحل بامتصاص رحيق أزهاره لصنع العسل، وأيضا تؤكل أوراقه وسيقانه إما لوحدها، أو على شكل سلطة مع اللبن واسمها سلطة "المعصّرة"، ويتم جمعه والتقاطه في موسم نموه. وهو نبات مهم لإغناء التنوع الحيوي في المنطقة التي يتواجد بها منذ أن العديد من الحشرات تقتات منه، وخاصة الخنفساء. ويستخدم أيضا لأغراض طبية وعلاج داخلي وخارجي.

## فترة النمو والقطاف
ينمو المرار خلال فصل الربيع في مناطق شرق البحر المتوسط خاصة بين شهري آذار وأيار، ويتم قطفه وتناوله خلال هذا الوقت أيضا.